# Bunt Chaldejczyków
Bunt Chaldejczyków w 626 r. p.n.e. skierowany był przeciwko władzy Asyrii w Babilonii. Po śmierci Aszurbanipala w imperium nastał czas rozprężenia spowodowany sporami dynastycznymi o sukcesję. W tak dogodnym momencie jeden z przywódców chaldejskich w Babilonii – Nabopolassar wszczął rewoltę skierowaną przeciwko Asyryjczykom i ich namiestnikowi Kandalanu.

## Chaldejczycy w Babilonii
Chaldejczycy napływali do Babilonii od X w. p.n.e. i początkowo stanowili ludność koczowniczą bądź rolniczą. Z czasem zaczęli przenikać także do miast południowej Mezopotamii, stając się tym samym integralną częścią społeczeństwa babilońskiego. Przyswoili sobie religię, kulturę i naukę państwa w którym się osiedlili i z powodzeniem je kontynuowali.
Przed dynastią chaldejską kilku plemiennym władcom chaldejskim (np. Marduk-apla-iddina II, Marduk-zakir-szumi II, Muszezib-Marduk) udało się objąć tron w Babilonie, ale po asyryjskiej interwencji władza w państwie wracała w ręce starej arystokracji babilońskiej.

## Przebieg powstania
Jak podają inskrypcje z wczesnych lat panowania Nabopolassara walki z Asyryjczykami ciągnęły się przez kilka lat zanim Babilonia została w całości opanowana:
 W miesiącu z [...] Nabopolassar, wysławszy oddziały do Babilonu, [które] w nocy wkroczyły do miasta i toczyły walkę w mieście przez cały dzień.
Oni zadali klęskę Asyrii. Garnizon Sin-szar-iszkuna uciekł do Asyrii.
Miasto zostało powierzone do [...]. W dwunastym dniu miesiąca Ulűlu armia Asyrii wkroczyła do Akkad, wszedł Šasanaku podpalić świątynię i plądrować.
W miesiącu Tašrîtu bogowie Kiš wjechali do Babilonu. Tego dnia armia Asyrii wkroczyła do Nippur i Nabopolassar wycofał się przed nimi.
Armia Asyrii i mieszkańcy Nippur poszli za nim do Uruk, [następnie] oni stoczyli bitwę przeciw Nabopolassarowi w Uruk i wycofali się przed nim.
W miesiącu Ajaru armia Asyrii zeszła do Akkad. Na dwunastym dniu miesiąca Tašrîtu kiedy armia Asyrii pomaszerowała przeciw Babilonowi i Babilończykom.[Nabopolassar] wyruszył z Babilonu; na ten dzień stoczył bitwę przeciw armii Asyrii i zadał główną klęskę armii Asyrii i złupił ich.
Przez jeden rok nie było żadnego króla w kraju. W dwudziestym szóstym dniu miesiąca Arahsamna [23 listopada 626] Nabopolassar wstąpił na tron w Babilonie. (...)
Pierwszego roku Nabopolassara (625/624 p.n.e.): Siedemnastego dnia miesiąca Nisannu pokonał miasto. Šamaš i bogowie z Šapazzu zjechali do Babilonu.
W dwudziestym pierwszym dniu miesiąca Ajaru [14 maja 625 p.n.e.] armia Asyrii weszła do Raqmat i zdobyła łup.
W dziewiątym dniu miesiąc Âbu [30 lipca 625] Nabopolassar i jego armia pomaszerowała do Raqmat, któremu On [Nabopolassar] wydał bitwę przeciw Raqmat, ale nie schwytał miasta. Natomiast armia Asyrii przybyła tam, a on wycofał się przed nimi.
Drugiego roku Nabopolassara (624/623 p.n.e.): Na początku miesiąc Ululu [9 sierpnia 624] armia Asyrii zeszła do Akkad i obozowała powyżej kanału Banitu. [Asyryjczycy] stoczyli bitwę przeciw Nabopolassarowi, ale nie osiągnęli niczego [...] i wycofali się.
Trzeciego roku (623/622 p.n.e.):Ósmego dnia miesiąca [...] Der zbuntował przeciw Asyrii. Na piętnastym dniu miesiąca Tašrîtu [11 października] [asyryjski generał] Itti-ili przyłączył się do walki z Nippur. Potem król Asyrii zszedł do Akkad z jego oddziałami i objął Der; przejęty wyjął jego skarby i miał wysłać je do Nippur. On ścignął Itti – ili, [...] i ustanowił garnizon w Nippur, z którego wyruszył poza Eufrat [...].

## Rezultat
Nabopolassar walczył o zachowanie tronu i opanowanie kraju z Asyryjczykami przez blisko 10 lat, w latach 626–616 p.n.e. Jak wynika z zapisków świątyń w Nippur i Ru'a nad częścią Babilonii przez krótki czas sprawowali też kontrolę: Sin-szumu-liszir asyryjski rebeliant, który po śmierci Aszur-etil-ilaniego chciał przejąć rządy oraz Sin-szar-iszkun. Dopiero od roku 616 p.n.e. (bitwa pod Gablini) jak podaje Kronika babilońska udało się Nabopolassarowi przenieść działania wojenne na rdzenne terytorium Asyrii.